# Bisdom Montenegro
Het bisdom Montenegro (Latijn: Dioecesis Nigromontana) is een rooms-katholiek bisdom met als zetel Montenegro, in Brazilië. Het bisdom is suffragaan aan het aartsbisdom Porto Alegre.

## Geschiedenis
Het bisdom werd opgericht op 2 juli 2008, uit delen van het aartsbisdom Porto Alegre. 

## Parochies
Het bisdom had in 2021 een oppervlakte van 4.397 km2 en telde 403.221 inwoners waarvan 75,3% rooms-katholiek was.

## Bisschoppen
- Paulo Antônio de Conto (2 juli 2008 - 18 oktober 2017)
- Carlos Rômulo Gonçalves e Silva (18 oktober 2017 - heden; coadjutor sinds 22 maart 2017)

Porto Alegre (aartsbisdom) · Caxias do Sul · Montenegro · Novo Hamburgo · Osório